# ドミニカ国の都市の一覧

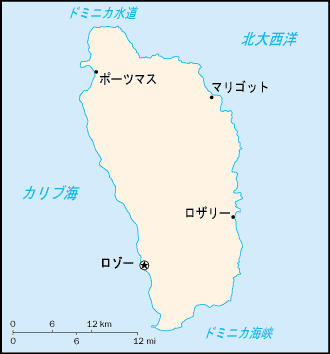
ドミニカ国の地図

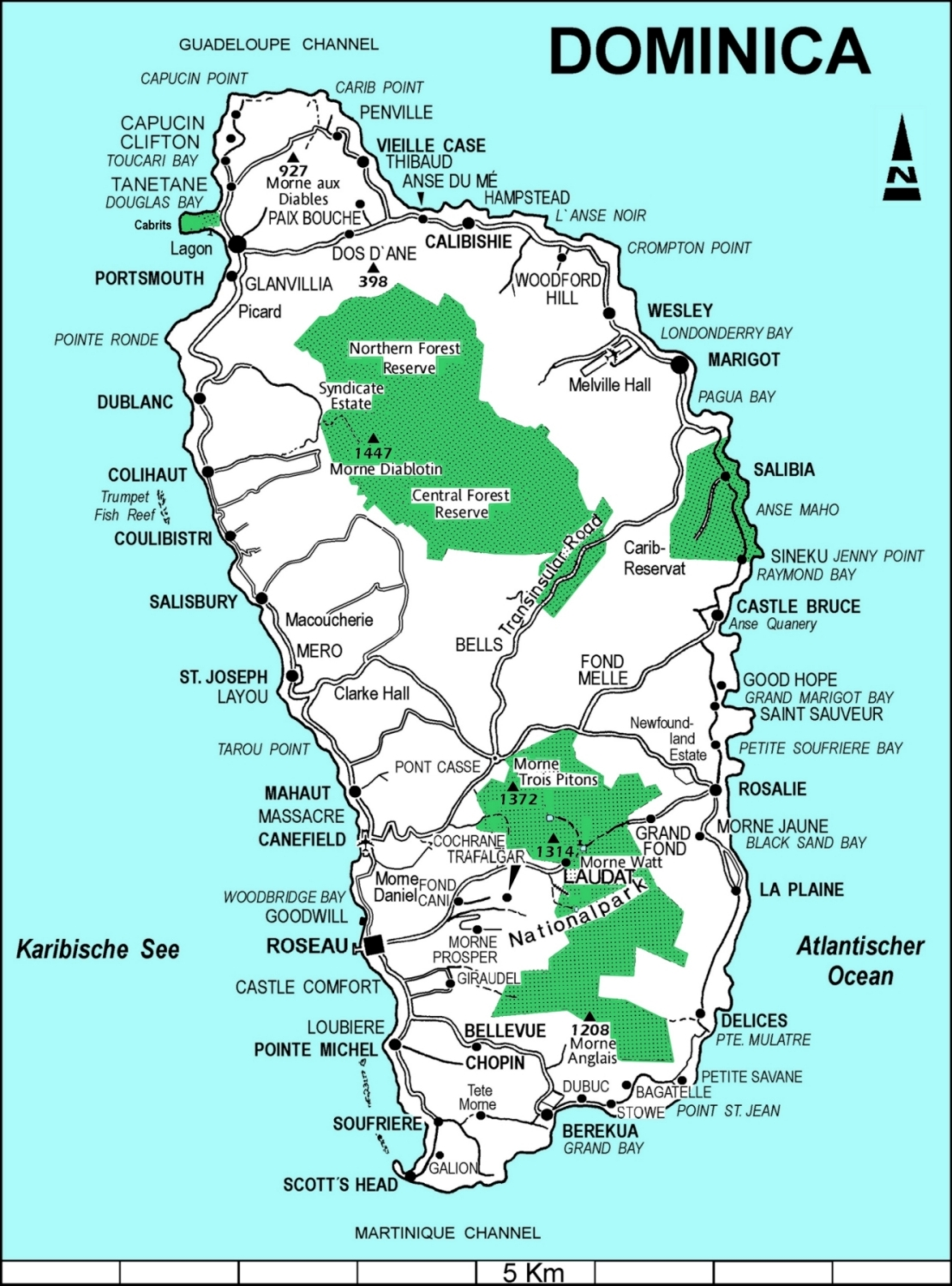
ドミニカ国の地図

ドミニカ国の都市の一覧（ドミニカこくのとしのいちらん）。首都はロゾー。
ドミニカ国では地方政府として市・町・半都市型自治体・村・先住民族居留地の5種類の地方自治体が設置されている。このうち都市に関係するのは4つ。
- 市 (City) - ロゾー
- 町 (Town) - ポーツマス
- 半都市型自治体 (Urban Council) - ケインフィールド
- 村 (Village) - 38村

これらの説明については、ドミニカ国の行政区画#地方自治体を参照。地方自治体の行政村は複数の集落から成り立つこともあるため、集落の規模としての村とは別物である。

## 人口上位10都市 (2011年)
2011年国勢調査の速報値に基づく、ドミニカ国で人口が多い上位10の都市。国勢調査の区域を基にしているため、別の集落を含めている場合がある。
| 順位 | 都市名                                   | 現地語名称          | 人口   | 行政教区                 |
| ---- | ---------------------------------------- | ------------------- | ------ | ------------------------ |
| 1    | ロゾー                                   | Roseau              | 14,725 | セント・ジョージ教区     |
| 2    | ポーツマス                               | Portsmouth          | 4,167  | セント・ジョン教区       |
| 3    | ケインフィールド                         | Canefield           | 3,324  | セント・ポール教区       |
| 4    | マリゴ（マリゴット）                     | Marigot             | 2,411  | セント・アンドリュー教区 |
| 5    | ソールズベリー                           | Salisbury           | 2,147  | セント・ジョゼフ教区     |
| 6    | ベレクア（グランド・ベイ）               | Berekua (Grand Bay) | 2,134  | セント・パトリック教区   |
| 7    | マオー                                   | Mahaut              | 2,113  | セント・ポール教区       |
| 8    | セント・ジョゼフ                         | Saint Joseph        | 1,746  | セント・ジョゼフ教区     |
| 9    | ポワント・ミシェル（ポイント・マイケル） | Pointe Michel       | 1,664  | セント・ルーク教区       |
| 10   | マサカー                                 | Massacre            | 1,552  | セント・ポール教区       |

## その他の主な都市
- カリビシ（英語版） (Calibishie)
- カッスル・ブルース（英語版） (Castle Bruce)
- コリオー (Colihaut)
- スフリエール (Soufrière)
- サリュビア (Salybia) - 先住民族カリブ族（カリナゴ族）の居留地、カリナゴ・テリトリーの首都。
- ロザリー (Rosalie)
- ウェズリー（英語版） (Wesley)